# 筋膜炎
筋膜炎（英語：Fasciitis）是筋膜的炎症。筋膜是包圍肌肉、血管、神經的結締組織。
特別常見的有：
- 壞死性筋膜炎
- 足底筋膜炎
- 嗜酸性筋膜炎（英语：Eosinophilic fasciitis）